# 터스키기 매독 실험

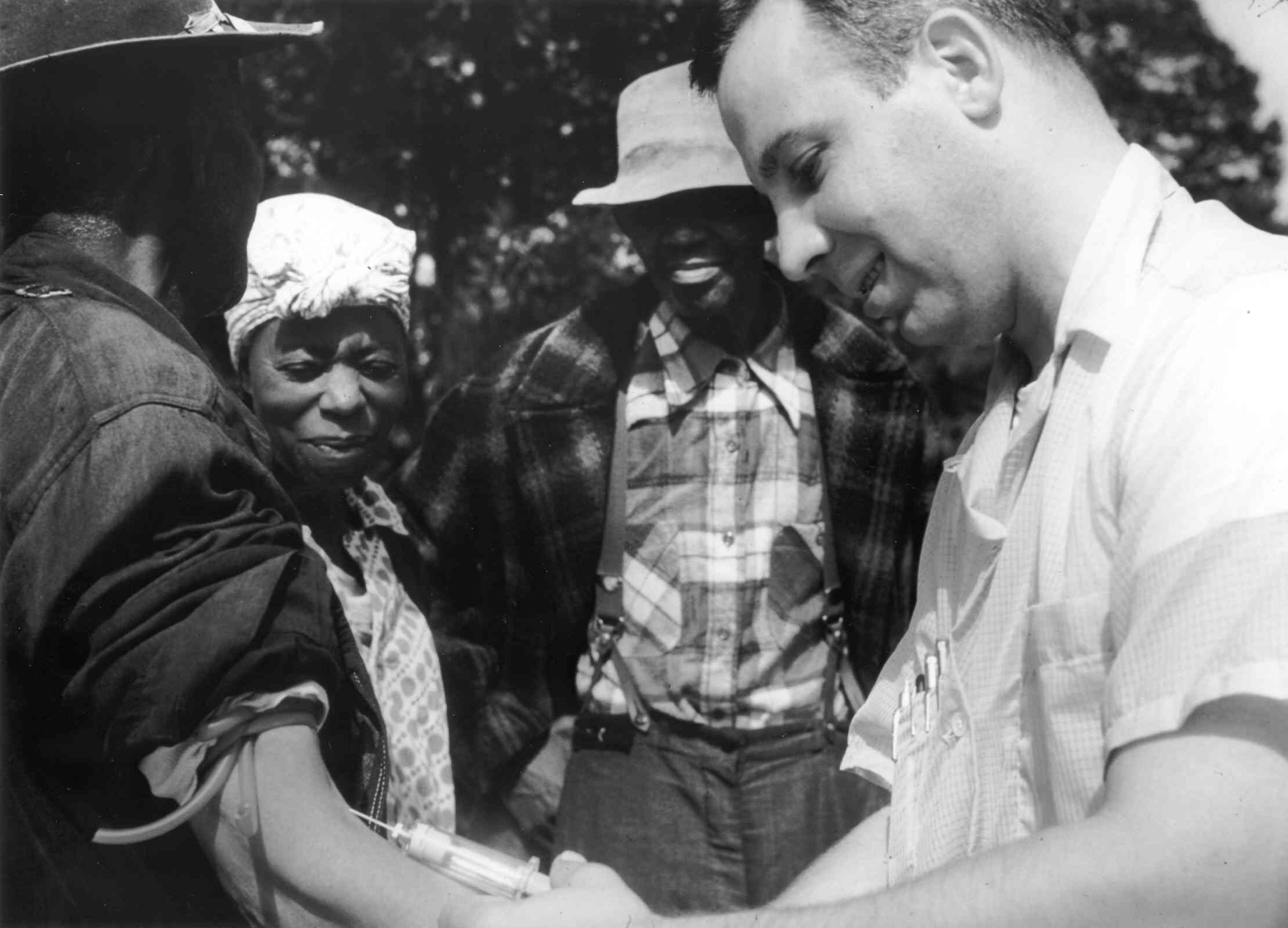
터스키기 피험자 한 명에게서 혈액을 채혈하는 의사.

터스키기 매독 실험(Tuskegee syphilis experiment)은 1932년부터 1972년까지 미국 공중보건국과 미국 질병통제센터가 400여 명의 아프리카계 미국인에게 수행한 매독 연구이다. 이는 매독이 치료되지 않았을 때의 영향을 관찰하기 위해 수행되었으나, 이미 매독이 치료가능한 질병이 되었음에도 계속 수행되었으며 그 결과로 100명이 넘는 사망자가 발생하였다.
공중보건국은 1932년 당시 앨라배마주에 있는 역사적 흑인 대학인 터스키기 연구소와 함께 연구를 시작하였다. 연구자들은 600명의 앨라배마주 메이컨군의 곤궁한 아프리카계 미국인 남성 소작농을 모집하였다. 이 중 399명이 잠복성 매독에 감염되어 있었으며 통제 집단인 201명이 감염되지 않은 상태였다. 연구 참여를 독려하기 위해 대상자들에게는 무료 진료 제공이 약속되었다. 이들은 연구를 통해 의료 진료를 제공받았으나, 동시에 공중보건국은 대상자들을 기만하여 이들의 매독 진단, 위약 제공, 비효과적인 처방, "나쁜 피"(bad blood)에 대한 진단 절차 등에 대해 알리지 않았다.
참여자들은 실험이 6개월 동안 이뤄질 것이라고 통보받았으나 연구는 40년이 넘게 확장되었다. 치료 연구에 대한 재정 지원이 중단되었음에도 참여자들에게 그들이 치료받지 않을 것이라는 정보가 제공되지 않은 채 연구가 계속되었다. 1947년에 이르러 페니실린이 이미 매독 치료에 쓰이는 표준적인 항생제가 되었음에도 매독에 감염된 참여자 중 페니실린 치료를 받은 사람은 없었다.
공중보건국의 여러 감독자들 하에서 연구는 1972년 언론에 폭로되기 전까지 계속되었으며 그해 11월 16일에 중지되었다. 28명의 환자가 매독이 직접적 원인이 되어 사망하였으며 100명이 매독에 의한 합병증으로 사망하였고, 환자의 아내 중 40명이 매독에 감염되었으며 19명의 아이가 선천성 매독을 가지고 태어났다.
40년 동안 이어진 터스키기 매독 실험은 중대한 의료윤리 위반이었으며 "미국 역사상 가장 악명높은 생체 실험 연구"로 꼽힌다. 실험의 폭로로 인하여 1979년 벨몬트 보고서가 작성되었으며 미국 보건복지부 산하 임상연구보호국(Office for Human Research Protections, OHRP)과 함께 각 연구기관 내 인간을 대상으로 한 연구를 규제하는 기관생명윤리위원회(institutional review boards)의 설립을 의무화하는 연방법들이 만들어졌다. 실험에 대한 폭로는 또한 아프리카계 미국인 사이에서 미국 정부와 의과학계에 대한 불신을 일으키는 중요한 원인 중 하나가 되었다. 1997년 빌 클린턴 미국 대통령은 터스키기 매독 실험에 대해 수치스럽고 인종차별적인 일이었다며 사과하였다.

## 같이 보기
- 과테말라 매독 실험
- 인체 실험
- 731부대
- 세계의사회